# Liste des gouverneurs de la préfecture d'Aichi
Liste des gouverneurs de la préfecture d'Aichi :

## Gouverneurs nommés ou Préfets (1871-1947)
Entre 1871 et 1886, l'administrateur en chef d'une préfecture est désigné sous le terme de 県令 (kenrei).
Depuis le 18 juillet 1886, la fonction est officiellement celle de 知事 (chiji).
| #  | Nom               | Début             | Fin               |
| -- | ----------------- | ----------------- | ----------------- |
| 1  | Moritome Iseki    | 2 avril 1872      | 30 mai 1873       |
| 2  | Takatsumu Washinō | 30 mai 1873       | 15 octobre 1875   |
| 3  | Yasukazu Yasuba   | 15 octobre 1875   | 8 mars 1880       |
| 4  | Naoto Kunisada    | 8 mars 1880       | 18 janvier 1885   |
| 5  | Minoru Katsumata  | 18 janvier 1885   | 26 décembre 1889  |
| 6  | Senichi Shirane   | 26 décembre 1889  | 17 mai 1890       |
| 7  | Takatoshi Iwamura | 21 mai 1890       | 15 janvier 1892   |
| 8  | Sadaaki Senda     | 15 janvier 1892   | 20 juillet 1892   |
| 9  | Yasukazu Yasuba   | 20 juillet 1892   | 20 août 1892      |
| 10 | Tamemoto Tokitō   | 20 août 1892      | 13 novembre 1897  |
| 11 | Kazuyuki Eki      | 13 novembre 1897  | 28 décembre 1898  |
| 12 | Morikata Oki      | 28 décembre 1898  | 12 mai 1902       |
| 13 | Masaaki Nomura    | 12 mai 1902       | 2 octobre 1902    |
| 14 | Ichizō Fukano     | 4 octobre 1902    | 28 décembre 1912  |
| 15 | Kenzō Ishihara    | 28 décembre 1912  | 3 mars 1913       |
| 16 | Shigeru Matsui    | 3 mars 1913       | 18 avril 1919     |
| 17 | Shunji Miyao      | 18 avril 1919     | 27 mai 1921       |
| 18 | Hikoji Kawaguchi  | 27 mai 1921       | 16 juin 1923      |
| 19 | Masahiro Ōta      | 16 juin 1923      | 11 juin 1924      |
| 20 | Haruki Yamawaki   | 14 juin 1924      | 28 septembre 1926 |
| 20 | Haruki Yamawaki   | 14 juin 1924      | 28 septembre 1926 |
| 21 | Zenzaburō Shibata | 28 septembre 1926 | 17 mai 1927       |
| 22 | Toyoji Obata      | 17 mai 1927       | 5 juillet 1929    |
| 23 | Masao Oka         | 5 juillet 1929    | 20 janvier 1931   |
| 24 | Masayasu Kōsaka   | 20 janvier 1931   | 21 décembre 1931  |
| 25 | Yūjirō Ozaki      | 21 décembre 1931  | 28 juin 1932      |
| 26 | Ryūsaku Endō      | 28 juin 1932      | 21 juillet 1933   |
| 27 | Nagaharu Mibe     | 21 juillet 1933   | 11 août 1934      |
| 28 | Eitarō Shinohara  | 11 août 1934      | 10 février 1937   |
| 29 | Kōtarō Tanaka     | 10 février 1937   | 9 avril 1940      |
| 30 | Kyūichi Kodama    | 9 avril 1940      | 26 mars 1941      |
| 31 | Katsuroku Aikawa  | 26 mars 1941      | 9 juin 1942       |
| 32 | Chiyoji Yukizawa  | 10 juin 1942      | 1er juillet 1943  |
| 33 | Shinji Yoshino    | 1er juillet 1943  | 21 avril 1945     |
| 34 | Tadayoshi Obata   | 21 avril 1945     | 10 juin 1945      |
| 35 | Yoshimi Furui     | 10 juin 1945      | 19 août 1945      |
| 36 | Ryūichi Fukumoto  | 19 août 1945      | 25 janvier 1946   |
| 37 | Saburō Hayakawa   | 25 janvier 1946   | 9 juillet 1946    |
| 38 | Mikine Kuwahara   | 9 juillet 1946    | 5 mars 1947       |
| 39 | Hideo Aoyagi      | 5 mars 1947       | 12 avril 1947     |

## Gouverneurs élus (depuis 1947)[1]
| Nom             | Investiture     | Fin du mandat   | Nombre de mandat(s) | Parti |
| --------------- | --------------- | --------------- | ------------------- | ----- |
| Hideo Aoyagi    | 12 avril 1947   | 4 avril 1951    | 1                   |       |
| Mikine Kuwahara | 11 mai 1951     | 14 février 1975 | 6                   |       |
| Yoshiaki Nakaya | 15 février 1975 | 14 février 1983 | 2                   |       |
| Reiji Suzuki    | 15 février 1983 | 14 février 1999 | 4                   |       |
| Masaaki Kanda   | 15 février 1999 | 15 février 2011 | 3                   |       |
| Hideaki Ōmura   | 15 février 2011 | —               | 1 (en cours)        |       |